# American Gothic (målning)

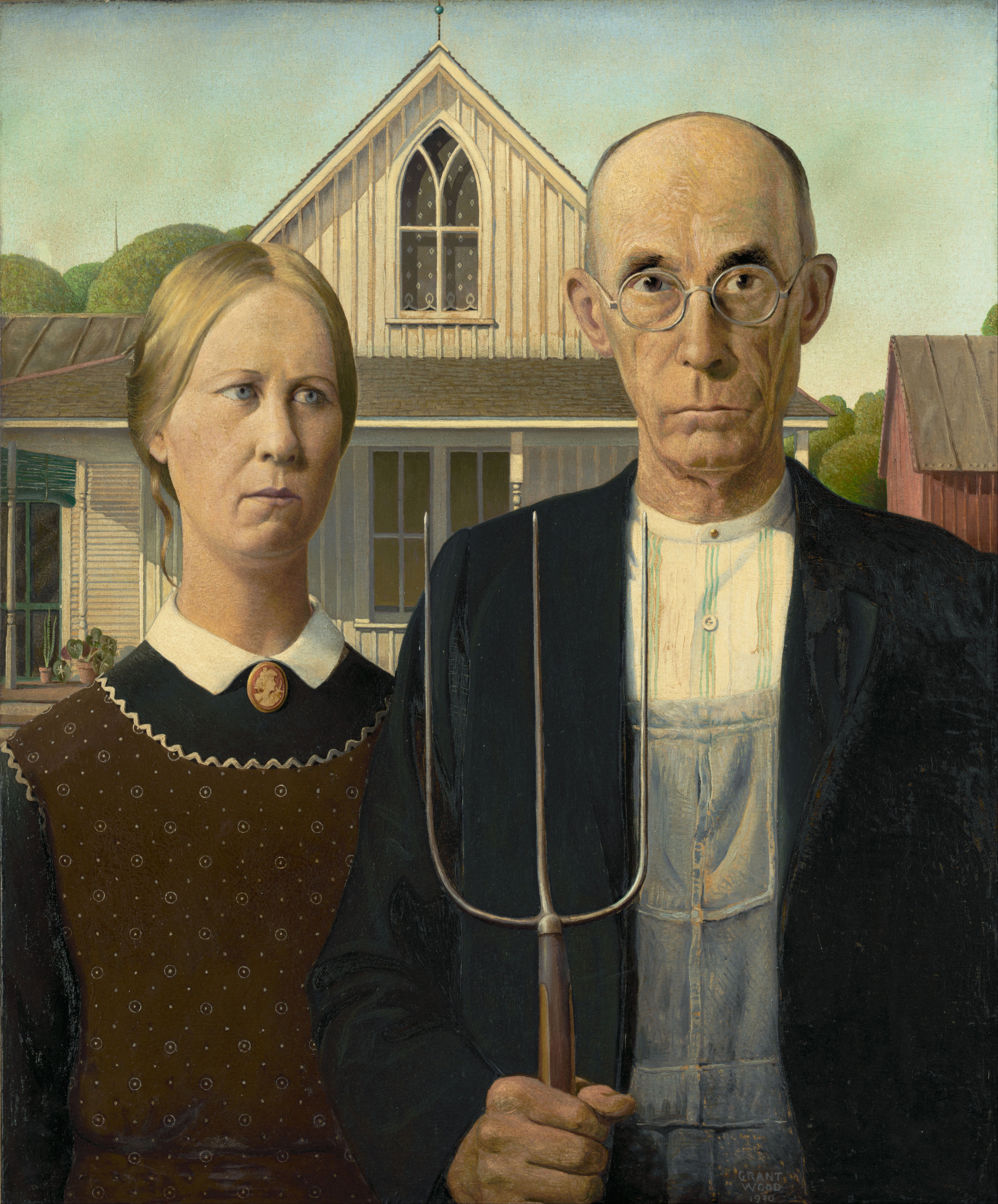
American Gothic.

American Gothic är en målning från 1930 av den amerikanske konstnären Grant Wood (1891–1942) som tillhör samlingarna på Art Institute of Chicago.
Grant Woods inspiration till målningen kom från ett lantligt hus i Iowa och beslutet att måla tavlan kom med tanken på "de slags människor jag tänkte kunde bo i huset". Målningen visar en bonde som står bredvid sin ogifta dotter. Figurerna är målade med konstnärens yngre syster Nan Wood Graham (1899–1990) och deras tandläkare Dr. Byron H. McKeeby (1867–1950) som modeller. Kvinnan är klädd i ett förkläde i stilen colonial print från 1800-talet och paret symboliserar de traditionella rollerna som man och kvinna. Mannens högaffel symboliserar hårt arbete och blommorna vid kvinnans skuldra hushållsarbete. Denna målning är ett av de mest kända verken från USA under 1900-talet och har varit föremål för många hyllningar, men även parafraser och parodier.

## Tolkningar
Målningen har tolkats på skilda sätt. Man har sett den som ett gammaldags sorgeporträtt; gardinerna på huset är fördragna trots att det är mitt på dagen, både uppe och nere. Detta var vanligt i det viktorianska USA. Kvinnan har en svart dräkt under förklädet och tittar åt sidan som för att hålla tillbaka tårarna. Kvinnan har en lock lössläppt från sitt uppsatta hår vilket sägs symbolisera det sönderfallande USA. Blommorna ovan hennes högra axel symboliserar huslighet. Målningen anses generellt symbolisera det hårt arbetande kristna USA. Symboliserat även av högaffeln i mannens hand och ladan till höger där arbetet samlas. Andra har dock sett den som en parodi på det borgerliga och inskränkta USA.
Målningen orsakade mycket kontrovers, särskilt bland Iowabor, som ansåg att den var ett förödande, satiriskt porträtt av infödda i staten.
Grant Wood hade inte tänkt det så, och uppgav att hans syster och hans tandläkare hade poserat för målningen, där han helt enkelt avsett att gestalta kraftfulla, målmedvetna amerikaner.
Museet visade ett fotografi av Grant Woods syster och hans tandläkare vid sidan av målningen, när den ställdes ut på Museum of Modern Art 1942, samma år Wood avled.